# Georges Seurat
Georges-Pierre Seurat (født 2. december 1859 i Paris, død 29. marts 1891 i Paris) var en fransk kunstmaler. Han var elev ved École des Beaux-Arts i 1878 og 1879. Hans lærer var tilhænger af Jean Auguste Dominique Ingres, mens den unge Seurat var stærkt påvirket af Rembrandt og Francisco Goya.
Efter et års militærtjeneste i Brest, præsenterede Seurat tegningen Aman-Jean på Salon i 1883. Skitser af hans maleri De badende blev afvist af Salon det følgende år, hvilket medførte at Seurat og flere andre kunstnere grundlagde La Société des Artistes Independants. Hans berømte maleri Un dimanche après-midi d'Ile de la Grande Jatte var midtpunktet på en udstilling i 1886. På den tid tilbragte Seurat vintrene i Paris og somrene på Frankrigs nordkyst. I løbet af sit korte liv producerede Seurat syv store og 60 mindre malerier samt tegninger og skitsebøger. Han værnede meget om sit privatliv, og ikke før hans pludselige død i Paris 29. marts 1891, fik hans venner kendskab til hans elskerinde, som var model for for hans maleri La Femme Qui Se Poudre.
1. ↑  Navnet er anført på engelsk og stammer fra Wikidata hvor navnet endnu ikke findes på dansk.